# Mitry
Mitry (Mitridae) – rodzina ślimaków morskich z rzędu Neogastropoda. Liczy około 450 występujących współcześnie gatunków oraz wiele gatunków kopalnych, znanych tylko ze skamielin.

## Budowa
Muszle pod względem wielkości wahają się od małych do dużych rozmiarów, są grubościenne, wydłużone, kształtu owalnego do wrzecionowatego, z wysoką, ostro zakończoną skrętką. Powierzchnia zewnętrzna może być gładka lub pokryta spiralnymi bruzdami i osiowymi żeberkami. Skorupki wielu gatunków pokrywają ciekawe, kolorowe wzory, złożone z elementów pasiastych i plam. Ujście jest małe, wąskie i wydłużone. Warga zewnętrzna zwykle gładka, w niektórych przypadkach pofalowana. Na skrętach skrętki można wyróżnić trzy lub więcej spiralnych fałdów – te, które znajdują się bliżej wierzchołkowej części skrętów, s ą zazwyczaj szersze. Wcięcie syfonu jest krótkie. Niektóre muszle pokrywa bardzo cienkie periostrakum, zasłaniające piękne ubarwienie. U większości występuje małe, rogowe wieczko. Na małej, wąskiej głowie ślimaków wyrasta para czułków z osadzonymi na nich oczami (w 1/3 długości). Noga z reguły długa i wąska. Długi syfon.

## Występowanie, odżywianie
Mitry mają gruczoł jadowy. Niektóre ślimaki podczas podrażnienia wydzielają cuchnący, purpurowy płyn. Są w przeważającej części mięsożercami, które żywią się polipami koralowymi, robakami, małymi ślimakami, małżami, drobnymi organizmami morskimi; nieliczne żywią się padliną. W celu pobrania pokarmu wysuwają długi ryjek o bańkowatym zakończeniu. Większość gatunków spędza życie w jamach na piaszczystych dnach, inne żyją na łąkach morskich, pod skałami koralowymi lub w rozpadlinach skał koralowych. Głównie występują w strefie litoralnej, ale bywają gatunki zamieszkujące strefę głębin. Ślimaki przebywające na stałe w strefie litoralnej ukrywają się za dnia pod skałami i koralowcami, by żerować nocą. Składają jaja w małych rogowych kapsułkach i przymocowują je do kamieni. Mitry można spotkać w wodach morskich całego świata od klimatu umiarkowanego do tropikalnego, ale największe i najbardziej atrakcyjne muszle pozyskuje się z prowincji Indo-Pacyfiku.

## Podział systematyczny
Do rodziny mitr należą następujące podrodziny i rodzaje:
- Cylindromitrinae Cossmann, 1899
  - Nebularia Swainson, 1840
  - Pterygia Röding, 1798
  - Wormsina Harzhauser & Landau, 2021 †
- Imbricariinae Troschel, 1867
  - Austroimbricaria A.M. Olivera & Camacho, 1992 †
  - Cancilla Swainson, 1840
  - Imbricaria Schumacher, 1817
  - Imbricariopsis Fedosov, Herrmann, Kantor & Bouchet, 2018
  - Neocancilla Cernohorsky, 1966
  - Scabricola Swainson, 1840
  - Swainsonia H. Adams & A. Adams, 1853
- Isarinae Fedosov, Herrmann, Kantor & Bouchet, 2018
  - Isara H. Adams & A. Adams, 1853
  - Subcancilla Olsson & Harbison, 1953
- Mitrinae Swainson, 1831
  - Acromargarita S.-I Huang, 2021
  - Calcimitra S.-I Huang, 2011
  - Cancillopsis Fedosov, Herrmann, Kantor & Bouchet, 2018
  - Dentimitra Koenen, 1890 †
  - Domiporta Cernohorsky, 1970
  - Episcomitra Monterosato, 1917
  - Eumitra Tate, 1889
  - Fraudiziba Harzhauser & Landau, 2021 †
  - Fusidomiporta Fedosov, Herrmann, Kantor & Bouchet, 2018
  - Gemmulimitra Fedosov, Herrmann, Kantor & Bouchet, 2018
  - Mitra Lamarck, 1798
  - Neotiara Fedosov, Herrmann, Kantor & Bouchet, 2018
  - Profundimitra Fedosov, Herrmann, Kantor & Bouchet, 2018
  - Pseudocancilla Staadt in Cossmann, 1913 †
  - Pseudonebularia Fedosov, Herrmann, Kantor & Bouchet, 2018
  - Quasimitra Fedosov, Herrmann, Kantor & Bouchet, 2018
  - Roseomitra Fedosov, Herrmann, Kantor & Bouchet, 2018
  - Ziba H. Adams & A. Adams, 1853
- Pleioptygmatinae Quinn, 1989
  - Pleioptygma Conrad, 1863
- Strigatellinae Troschel, 1869
  - Strigatella Swainson, 1840
- nienazwana podrodzina Mitridae
  - Atrimitra Dall, 1918
  - Carinomitra Fedosov, Herrmann, Kantor & Bouchet, 2018
  - Clifdenia Laws, 1932 †
  - Condylomitra Fedosov, Herrmann, Kantor & Bouchet, 2018
  - Dibaphimitra Cernohorsky, 1970
  - Fusimitra Conrad, 1855 †
  - Magnamitra S.-I Huang & R. Salisbury, 2017
  - Probata Sarasúa, 1989
  - Vicimitra Iredale, 1929

Dwóch kopalnych rodzajów nie przypisano jak dotąd do żadnej z podrodzin:
- Butonina Beets, 1942 †
- Plochelaea Gabb, 1873 †

## Galeria

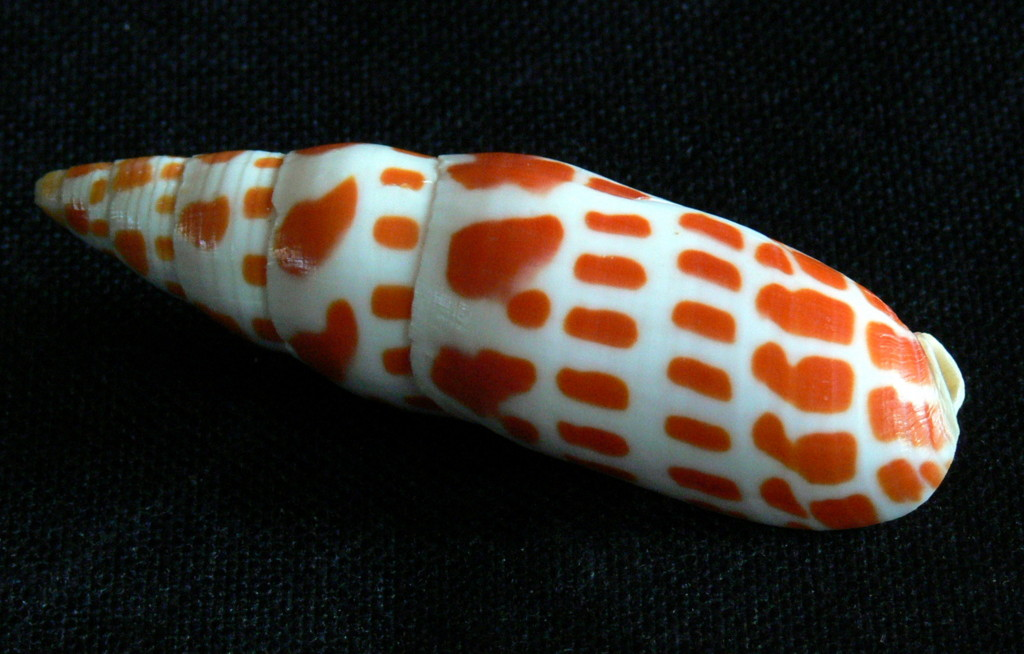
Muszlia Mitra mitra od strony zewnętrznej
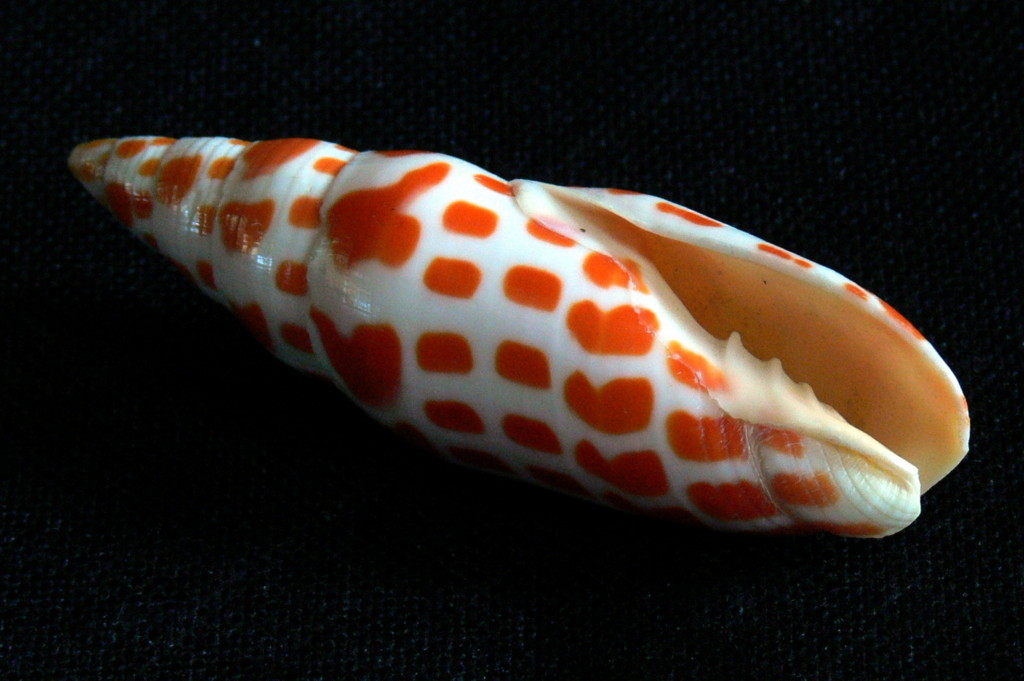
Muszla Mitra mitra od strony ujścia
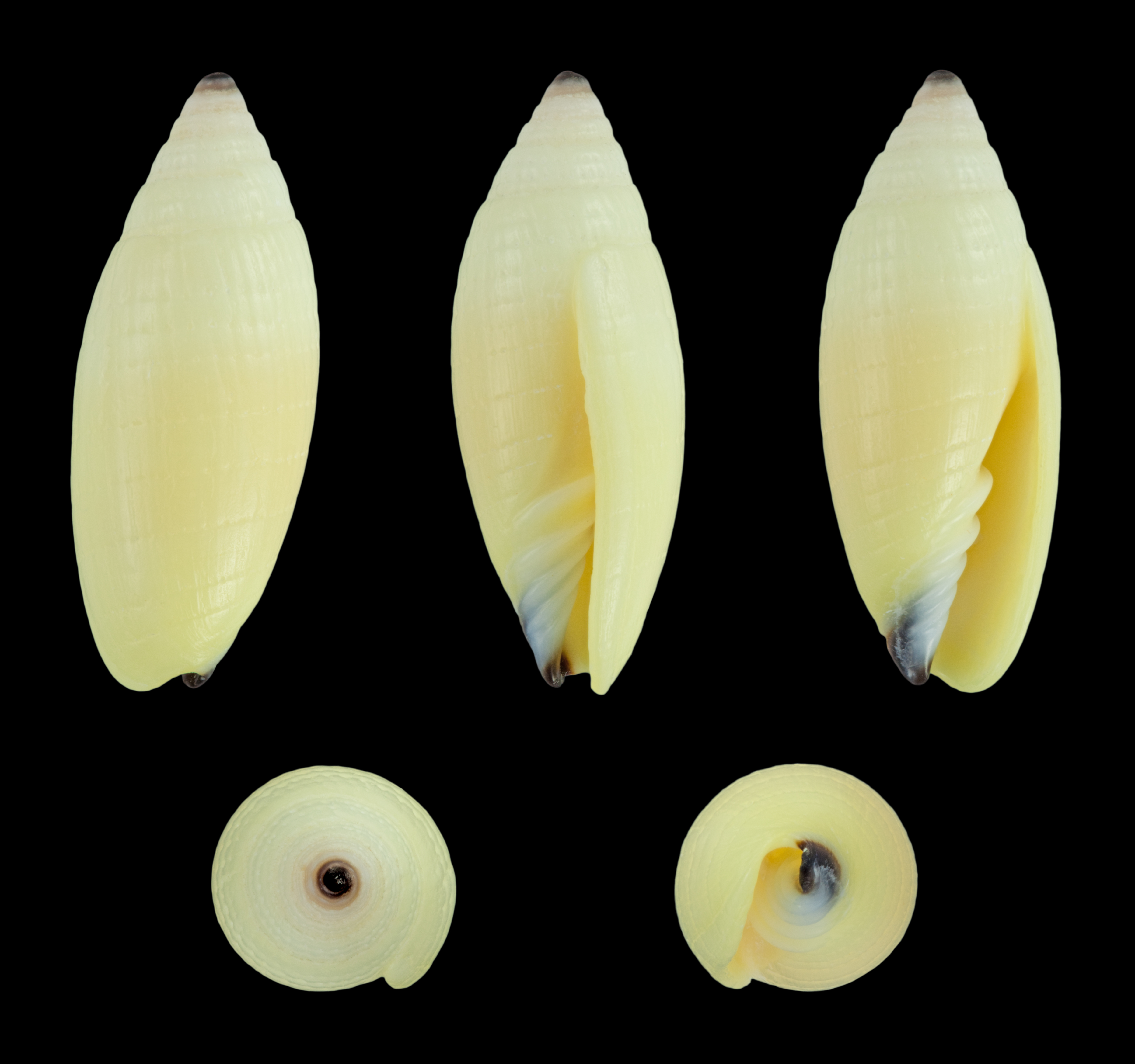
Muszla Scabricola olivaeformis
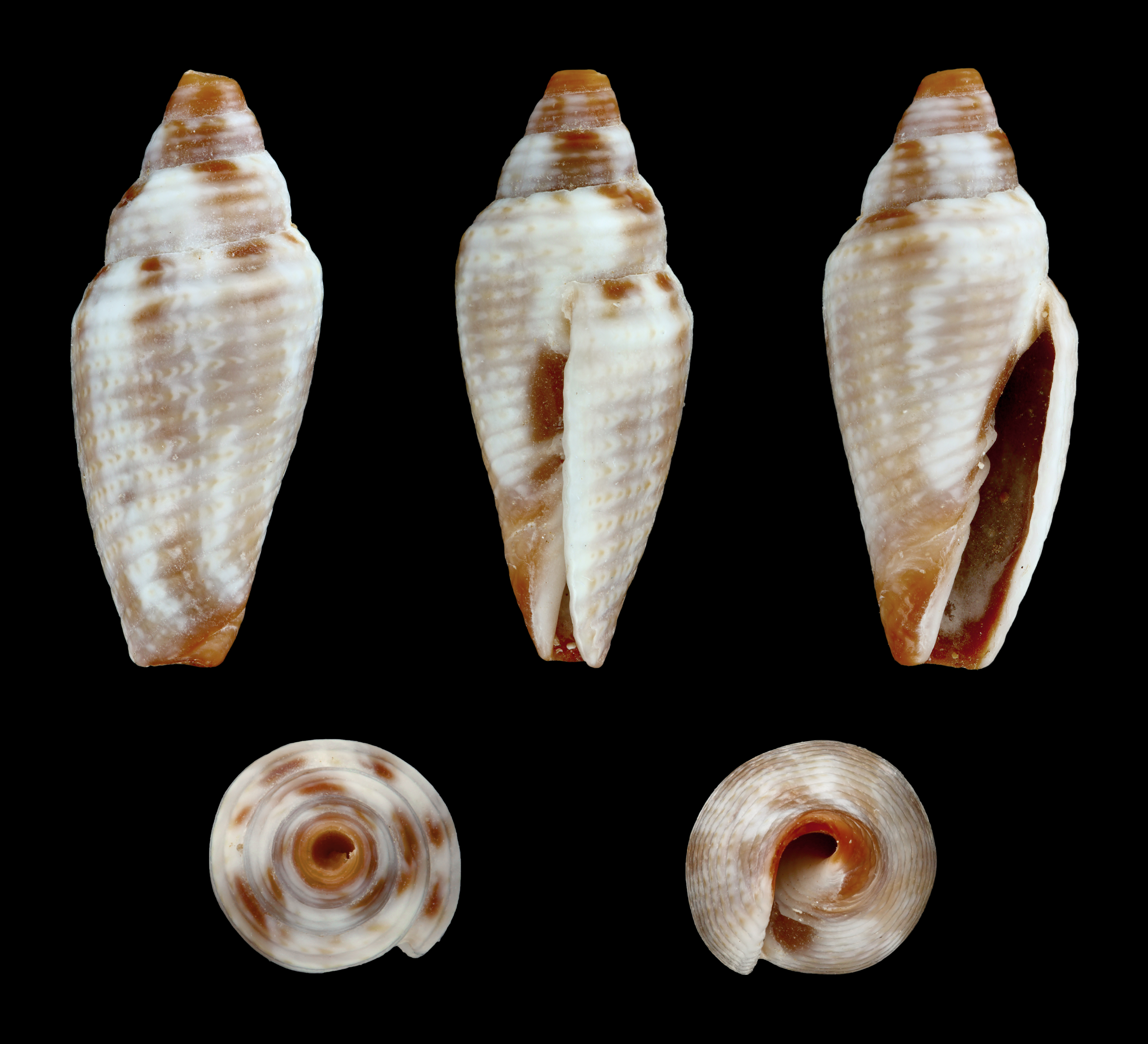
Muszla Imbricaria bacillum
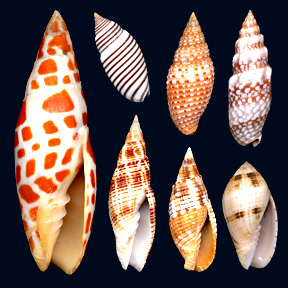
Muszle ślimaków z rodziny Mitridae